# Gilles Rossignol
Pour les articles homonymes, voir Rossignol (homonymie).
Gilles Rossignol, né le 17 novembre 1942 à Vernon (Eure) et mort le 23 mars 2021 dans la même ville,, est un auteur, éditeur et administrateur français. Il est le petit-fils du docteur Camille Briquet, député et président du Conseil général de l'Eure (1928-1940).

## Biographie

Kaboul, XIXe siècle.

Diplômé de l'Institut d'études politiques de Paris et docteur en droit musulman (1974), Gilles Rossignol est l’auteur de nombreux articles et ouvrages sur le monde arabo-musulman (en particulier l’Afghanistan et la Tunisie), la francophonie, l'histoire de la Creuse et l’actualité rurale française. 
Après avoir enseigné à l'Institut international d'administration publique de Paris, à l'ENA de Tunisie et à l'Université de Montréal, Gilles Rossignol a été maire de Chambon-Sainte-Croix (Creuse), de 1995 à 2006. Il assure depuis 2003 la « chronique rurale » dans le Bulletin des élus locaux. Ancien attaché culturel et de coopération technique à l'ambassade de France à Kaboul, il collabore régulièrement à la revue Les Nouvelles d'Afghanistan, et a été président d'Afrane (Amitié franco-afghane).
Il a été fait chevalier de l'ordre du Mérite en 2002.

## Livres publiés
- L’élection du Parlement européen au suffrage universel, (ouvrage collectif). CEDE, Université de Montréal, 1980.  (ISBN 978-2-920026-01-8)
- Afghanistan, la colonisation impossible, (ouvrage collectif). Paris, CERF, 1984, 274 p.  (ISBN 978-2-204-02263-7)
- Le guide de la Creuse. Lyon, La Manufacture, 1988, 268 p., ill., bibliogr., (rééditions 1991, 1994).  (ISBN 978-2-7377-0357-7)
- Le guide de la Champagne. Lyon, La Manufacture, 1989, 386 p., ill., bibliogr., (réédition 1995).  (ISBN 978-2-7377-0369-0)
- Afghanistan. The Last thirty years, (ouvrage collectif). Central Asian Survey (vol. 7 no 2/3, 1988), Oxford University Press, 221 p.  (ISSN 0263-4937)
- Le guide de l’Afghanistan, (en collaboration avec Bernard Dupaigne). Lyon, La Manufacture, 1989, 380 p., ill., bibliogr.  (ISBN 978-2-7377-0086-6)
- Le guide du Calvados. Lyon, La Manufacture, 1990, 377 p., ill., bibliogr., (réédition 1994).  (ISBN 978-2-7377-0197-9)
- Pierre d’Aubusson, « le bouclier de la chrétienté ». Les Hospitaliers à Rhodes. Lyon, La Manufacture, 1991, 320 p., ill., bibliogr.  (ISBN 978-2-7377-0284-6)
- Le guide du littoral. 300 sites naturels protégés. Lyon, La Manufacture, 1993, ill., 322 p.  (ISBN 978-2-7377-0353-9)
- Le Moutier d’Ahun. Ahun, Verso, 1993, 128 p., ill., bibliogr.  (ISBN 978-2-903870-59-1)
- La Creuse, le beau pays. Ahun, Verso, 1995, 112 p., ill., bibliogr.  (ISBN 978-2-903870-77-5)
- Nouveaux contes et nouvelles de la Creuse, avec quelques histoires galantes. Saint-Paul (87260), Lucien Souny, 1998, 147 p.  (ISBN 978-2-911551-25-3)
- L’Eure. Le guide. Tournai, La Renaissance du livre, 2001, 268 p., ill., bibliogr.  (ISBN 978-2-8046-0507-0)
- Le carrefour afghan, (en collaboration avec Bernard Dupaigne). Paris, Folio Gallimard/Le Monde actuel, 2002, 330 p., bibliogr.  (ISBN 978-2-07-042595-2)
- Moi, maire rural. Paris, Buchet-Chastel, 2008, 227 p.  (ISBN 978-2-283-01959-7)
- Paysages du centre de l'Afghanistan. Paysages naturels, paysages culturels (Hindou-Kouch, lacs de Band-e Amir, vallée de Bamiyan), Paris, Ceredaf, mars 2010 (ouvrage collectif), 224 p., ill .  (ISBN 978-2-906657-33-5)
- 90 ans de relations France-Afghanistan, 1922-2012. Histoire et perspectives, actes du colloque organisé à l'Assemblée nationale les 16 et 17 mars 2012, (ouvr. collectif), Paris, Ceredaf, mai 2013, 336 p.  (ISBN 978-2-906657-35-9)
- Afghanistan. Chroniques d'histoire, Paris, Ceredaf, oct. 2018, 210 p., illustr., bibliogr. (Préface de Régis Koetschet, ancien ambassadeur de France en Afghanistan)  (ISBN 978-2-906657-38-0). Trois chapitres de ce livre ont été traduits en persan par Zia Fahang et ont été publiés dans le journal indépendant Etelaat-e Roz[9].

Il est également le coéditeur de :
- Nadjm-oud-dîn Bammate, L’Islam et l’Occident. Dialogues. (Préface de Jean d'Ormesson). Éd. Christian Destremau/UNESCO, 2000, 168 p.  (ISBN 978-2-913209-01-5)
- René Dollot, Afghanistan, 1934-1936, Paris, CEREDAF, 2017. Préface par Véra Marigo. Introduction par Gilles Rossignol ("L'Afghanistan de René Dollot, 1934-1936", p. 7-26). Avec de nombreuses photos inédites d'époque réalisées par la propre fille de René Dollot. (Réédition de l'ouvrage paru en 1937 aux éditions Payot)

## Clin d’œil dans la culture populaire
Parmi les chevaliers de Rhodes aux côtés de Pierre d'Aubusson dans le second volume de Général Leonardo, une bande dessinée d'Erik Svane et Dan Greenberg aux Éditions Paquet, se trouve un certain Rossignol, remerciement des auteurs en guise de clin d'œil à Gilles Rossignol pour sa biographie sur « le bouclier de la chrétienté ».